# Gruppo Folcloristico Trevigiano
Gruppo Folkloristico Trevigiano è un gruppo folcloristico fondato nel 1968, formato da un gruppo di amanti delle tradizioni locali. Il gruppo ripropone le tradizioni popolari della Marca Trevigiana attraverso spettacoli ed animazioni, nell'intento di recuperare voci, gesti, canti, balli e oggetti di una cultura popolare in trasformazione.
Si esibisce solitamente con una trentina di elementi, ed è composto da: un corpo di ballo (che rappresenta coppie di contadini), accompagnato da un gruppo di musicanti (con strumenti tradizionali) e da personaggi di contorno (venditori ambulanti e bambini). I costumi, i balli, i canti, la parlata sono tratti dal patrimonio etnografico, ma con caratterizzazioni psicologiche e vena umoristica.
Dal 1969 si esibisce anche all'estero, rappresentando la città di Treviso in manifestazioni ed eventi. Si è esibito in Portogallo, Spagna, Francia, Svizzera, Belgio, Germania, Austria, Polonia, Slovacchia, Repubblica Ceca, Iugoslavia, Croazia, Lituania, Romania, Grecia, Scozia, Finlandia, Russia e Australia.
Inoltre ogni anno, nell'ambito della Rassegna Internazionale del folclore, il gruppo invita della Marca Trevigiana i gruppi rappresentanti di quattro o più zone del mondo, diversificate per collocamento territoriale, cultura e costumi.
Nel 2004 si è formato anche un gruppo composto dai bambini e ragazzi dai 6 ai 14 anni chiamato "le primue del folclore". Si esibiscono nelle varie feste e sagre con balli, canti e proverbi del tempo passato che ricordano l'infanzia di un tempo.